# Saint-Ferréol-de-Comminges
Saint-Ferréol-de-Comminges is een gemeente in het Franse departement Haute-Garonne (regio Occitanie) en telt 58 inwoners (2009). De plaats maakt deel uit van het arrondissement Saint-Gaudens.

## Geografie
De oppervlakte van Saint-Ferréol-de-Comminges bedraagt 5,7 km², de bevolkingsdichtheid is dus 10,2 inwoners per km².
De onderstaande kaart toont de ligging van Saint-Ferréol-de-Comminges met de belangrijkste infrastructuur en aangrenzende gemeenten.

## Demografie
Onderstaande figuur toont het verloop van het inwonertal (bron: INSEE-tellingen
).